# Фредерик Сандис
Антъни Фредерик Август Сандис е английски прерафаелитен художник, илюстратор и чертожник от Викторианската епоха. Фредерик Сандис, с рожд. име Антонио Фредерик Август Сандс, е роден на 1 май 1829 г. в Норич, Англия.

## Биография

### Художествено образование
Той се ражда в Норич и получава първите си уроци по рисуване от баща си, Антъни Сандс, който бил художник. Неговите ранни търсения показват, че той е имал дарба да рисува красиво. Той учи в Norwich School, след това в Norwich University of the Arts през 1846 г. През същата и следващата година талантът му е признат от Кралското общество за изкуства.

### Личен живот
Той се жени за Джорджиана Криид, но издържа само три години без имат официален развод. Художникът има дълга връзка с циганката Кеоми Грей, който става модел, както за него така и за Данте Габриел Росети, а може би и за Симеон Соломон. Той и Грей имат две дъщери и двама сина. Той има сестра, която също е художник Ема Сандис.
През 1862 г. среща актрисата Мери Ема Джоунс, известна като Мис Клайв, която след това става модел за картината The Magdalen, собственост на музея Norwich Castle. А връзката между двамата става законна след като той я прави своя законна съпруга до края дните си. Тя му ражда 10 деца с името Невил, които оцеляват и след смъртта Сандис. Неговата картина Гордата Мейси от 1867 г. е толкова силно вдъхновена от Мери, така че той ѝ прави 11 варианта от 1904 г.. Той оказва влияние на по-малката му сестра Ема Сандис(1843 – 1877), чиито произведения са предимно портрети на деца и момичета, изобразявани в Средновековен период или със средновековно облекло.
Умира през 1904 година в Кенсингтън в Западен Лондон.

## Творчество

### Ранни творби
Той показва страхотни умения като чертожник, постигайки признание със своята гравюра The Nightmare(Кошмарът), пародирайки картината Sir Isumbras at the Ford, нарисувана от Джон Миле през 1857 г.. Карикатуриста превръща коня на рицаря в магаре на име J. R., Oxon т.е. John Ruskin от Оксфорд (Джон Ръскин). До него са изобразени седнали, Миле в образа на рицаря с Росети и Уилям Холман Хънт като двете деца, едното преди, а другото след рицаря. Карикатурата е направена чрез използване на новия за времето си саморъчен литографски метод, предизвикала дискусии относно това кой е автора ѝ, и в крайна сметка въвежда Сандис сред арт обществото на Лондон.
Росети и Сандис стана близки приятели, а от май 1866 г. до юли 1867 г. Сандис живее с Росети в Чейн Уок, Челси. Произведения Сандис са дълбоко повлияни от тези на Росети. Той съсредоточва в работите си митологични теми и портрети.
- The Nightmare, 1857

### Рисунки и илюстрации

#### Гравюри
Някои от първите произведения на прерафаелитите се публикуват в списанията Once a Week, Cornhill Magazine, Good Words и Sunday Magazine. През 1860 Сандис започва да рисува за списанията Once a Week, Cornhill Magazine, Good Words както и за други периодични списания. Неговите творби са вдъхновени от изкуството на Албрехт Дюрер, Амброзиус Холбейн и Алфред Ретел. Сандис създава 26 произведения между 1859 и 1866 г., но всяка е изящна презентация на този жанр, гравирана от професионални гравьори на дърво, братята Далзиел и Джоузеф Суейн, които достойно заслужават мястото си сред колекциите на всеки колекционер.
За да започне работата на гравьорите по дърворезбата и да получат сложните илюстрациите върху дърво се използва ясен и детайлен печат направен от художника. Сандис имал точно око и усет и за най-финия детайл, прецизно отразявал точно дадената тема, а качеството на негови творби било впечатляващо както заради техническите детайли така и от художествена гледна точка.
Творбата „The Death of King Warwulf“ е пример за способността му да създава рисунки за гравюри. Въртеливите форми на пламъци, кривата на лодката, нейното платно и царските дрехи, които го обграждат създават усещане за движение. Фокусна точка е царската наведена глава.
Последната му дърворезба е Danaë in the Brazen Chamber. Тя е гравирана с помощта на Джоузеф Суейн за Once a Week, но редактора не я публикува, въпреки подкрепата на издателите, която има Сандис, с мотива, че е твърде чувствена.
Негови рисунки били публикувани само в списания. Нямало книги, илюстрирани от него могат да бъдат проследени. Точните му чертежи могат да се открият в старите подвързани периодични издания, които сега обект на колекционери, но могат да бъдат намерени изданията на Dalziels' Bible Gallery и Cornhill Gallery с книги на чертежи и стихове, прикачени към тях, направени, за да украса върху масите на гостната на хора, които в по-голямата част нямали ни най-малка представа за качеството на вложения труд.
- The Death of King Warwulf, 1862
- Danaë in the Brazen Chamber, дърворезба, подписана от Джоузеф Суейн, Музей за изящни изкуства, Бостън
- The Advent of Winter

#### Рисунки с креда на писатели
Той прави няколко рисунки с креда на известни книжовници, включително Алфред Тенисън, Робърт Браунинг, Матю Арнолд и Джеймс Ръсел Лоуел.

#### Скици
Study for Vivien изобразява любовницата на Сандис, Кеоми Грей, като Вивиън от цикъла „Идилии на краля“ на писателя Алфред Тенисън. В поемата Вивиън е фаталната жена в разказа на крал Артур, която използва красотата си, за да съблазни Мерлин и да научи неговите тайни. Преди това Сандис използва като източник на вдъхновение приказката за крал Артур, за да нарисува King Pelles' Daughter. Той е привлечен от историите на жени, които „съблазняват, вплитат и унищожават мъжете“ като Елена от Троя, Моргана и Медея." Сандис изобразява Вивиън като красива и самоуверена жена. Ябълката поставена пред нея напомня за историята на Адам и Ева.
Study for Autumn, направена през 1860 г. е една от многото предварителни скици на Сандис, направени преди да нарисува Autumn, която е доказателство за умението му като чертожник. Той улавя дребните детайли, като униформата на войника и детайлите на растенията и цветята. Скицата е много прилича на завършена картина, освен каната с джинджифила, която е на преден план.
- Study for Vivien, червена и черна креда, Музей и художествена галерия на двореца Норич
- Study for Autumn, 1860, Музей и художествена галерия на двореца Норич
- Study for Spring, 1860, Музей и художествена галерия на двореца Норич

### Творби в цвят
В началото на 1860 г. той започва да излага картини в цвят, които определят печата върху неговата слава. Най-известните от тях са Vivien (1863), Morgan le Fay (1864), Cassandra and Medea (1868).
Сандис никога не става популярен художник. Той рисува малко и доминиращо влияние върху изкуството му произхожда от възвишените представи за силата на трагедията. В работите му присъства мрачен интензивност и непреклонна красота, която го издигна високо над идеалите на тълпата. Скандинавски саги и Смъртта на Артур му дават теми, които той обича. The Valkyrie и Morgan le Fay са едни от най-добрите му творения.
- Mary Magdalene, Музей за изобразително изкуство на Делауеър
- Morgan le Fay, 1864, Музей и художествена галерия на Бирмингам
- King Pelle's Daughter
- Medea, 1868, Музей и художествена галерия на Бирмингам